# Inmigración suiza en Paraguay
El aporte helvético al Paraguay comprende desde dos presidentes de origen suizo, Eduardo Schaerer y José Patricio Guggiari, hasta hombres de ciencia como Johann Rudolf Rengger, Marcel Longchamp y Moisés Bertoni, entre otros.
Las relaciones diplomáticas entre Paraguay y la Confederación Helvética se iniciaron el 27 de junio de 1892, y en los últimos años han atravesado una etapa de dinamismo gracias a la relación comercial del sector privado, donde los suizos tienen una balanza comercial positiva.

## Historia

### Suizos durante la dictadura de Rodríguez de Francia
Desde principios del siglo XIX, fueron varios los suizos que vinieron al Paraguay, iniciando algunos la estirpe paraguaya de sus respectivos apellidos. Los primeros, o por lo menos, los más resaltantes de la época, fueron los hombres de ciencia Juan Rodolfo Rengger y Marcel Longchamp.
Ambos se conocieron en París y a mediados de 1818 decidieron venir al Río de la Plata, donde conocieron a otro notable europeo, antiguo compañero del naturalista alemán Alejandro von Humboldt: el francés Amado Bonpland, con quien se unieron para realizar expediciones científicas.
La agitada situación política argentina les decidió a venir al Paraguay, donde fueron recibidos por el dictador Francia y ejercieron sus profesiones, atendiendo a ciudadanos civiles y actuando como médicos en cuarteles y prisiones, y en el ámbito forense.
Además de su actividad como médico, Rengger y su compatriota Longchamp se dedicaron al estudio y recopilación de datos de la historia natural, que les llevó a recorrer varios lugares de la geografía paraguaya, tomando datos e informaciones sobre variados aspectos económico-sociales del país. En 1825, salieron del Paraguay, y en Europa publicaron libros sobre sus experiencias paraguayas.
En 1827, Rengger y Longchamp publicaron un Ensayo histórico sobre la revolución del Paraguay y el gobierno dictatorial del Dr. Francia, posteriormente Rengger publicó Historia natural de los mamíferos del Paraguay y Viaje al Paraguay, aparecido en 1835 y que contiene una variedad de datos, informaciones y detalles sobre la vida paraguaya de la primera mitad del siglo XIX.

### En la posguerra del 70

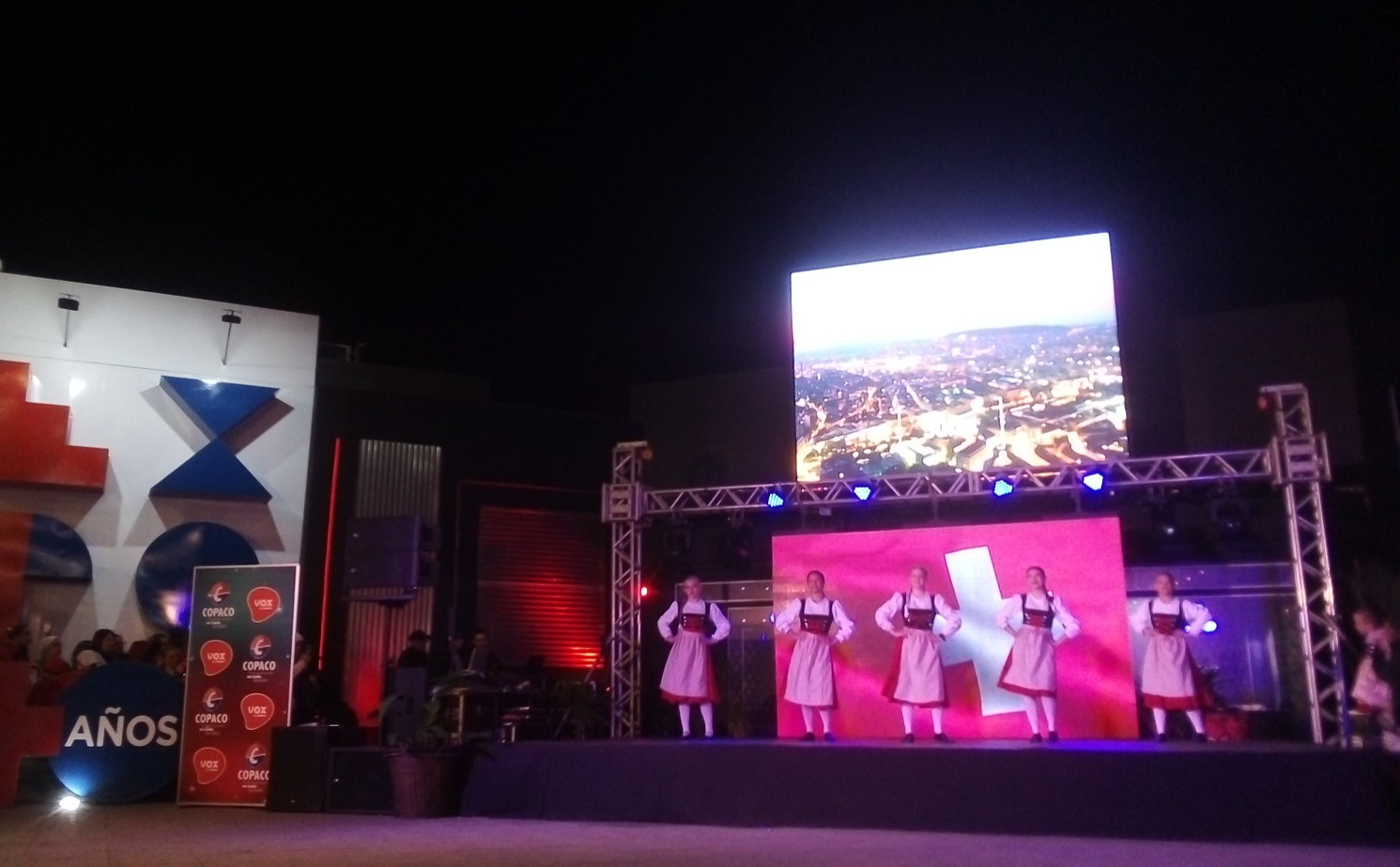
Chicas del elenco de baile suizo de Hohenau.

La guerra de la Triple Alianza (1865-1870) que libró Paraguay contra Argentina, Brasil y Uruguay, tuvo resultados devastadores: la población del país fue reducida a su tercera parte, la economía quedó en ruinas y la actividad agrícola se paralizó; además, el territorio perdido superaba los 142.500 kilómetros cuadrados.
La historia de Paraguay después de la guerra se caracterizó por el enorme esfuerzo para llevar a cabo la reconstrucción del país, y desde el gobierno se fomentó la inmigración y se establecieron programas para subvencionar las colonias agrícolas.
Entre 1850 y 1914 cerca de 400.000 suizos emigraron, una parte importante de ellos eligieron como destino Latinoamérica, donde fundaron colonias suizas a las que dieron los nombres de sus lugares de origen.
La llegada de inmigrantes helvéticos a Paraguay fue mayormente proveniente de los gringos que llegaban originalmente al Río de La Plata, y se iban desplazando hacia el norte de la Argentina, particularmente a Misiones, desde donde cruzaban a las tierras guaraníes.

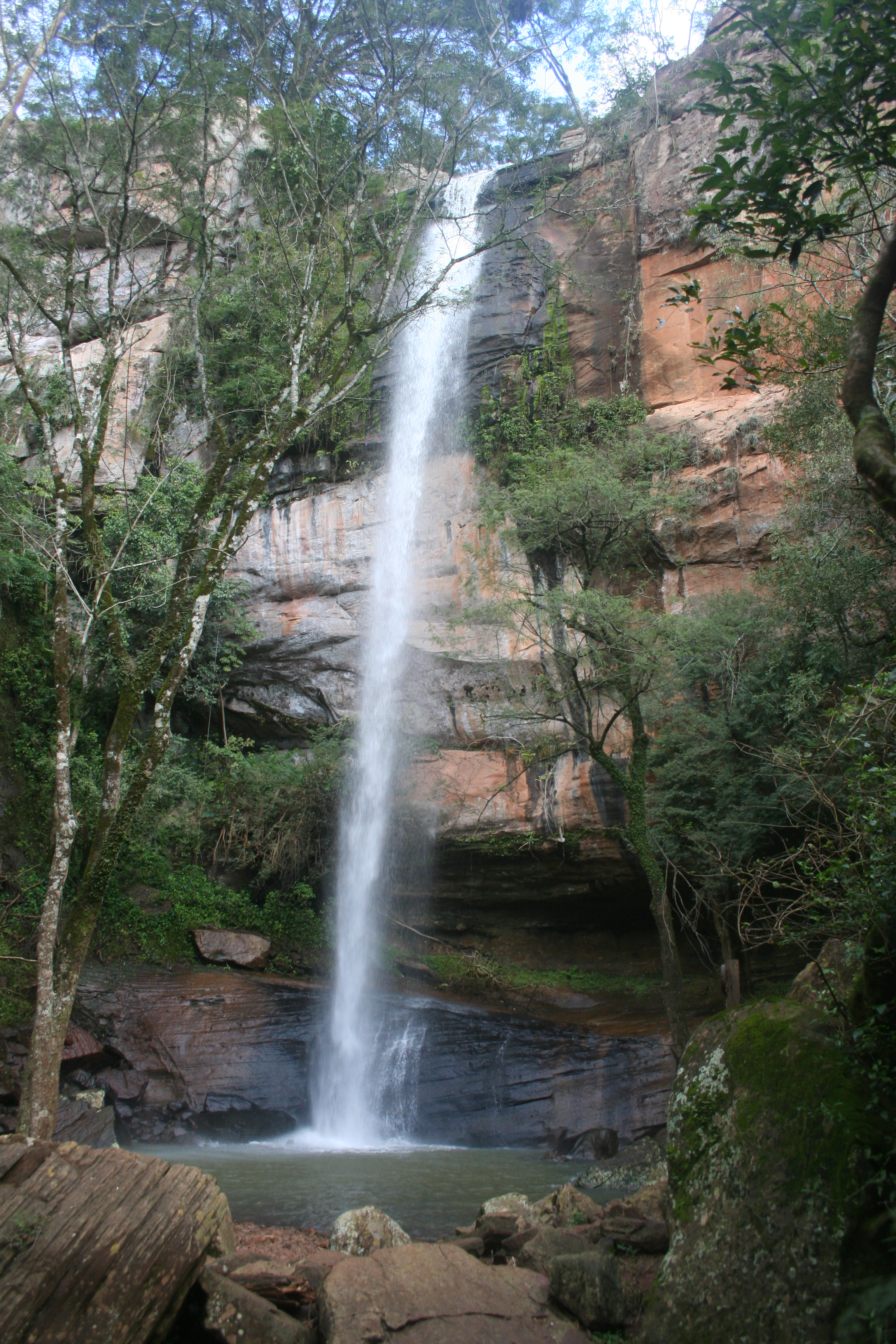

Al finalizar la Primera Guerra Mundial, se instalaron en el departamento del Guairá numerosas familias alemanas, y el 9 de octubre de 1919 se fundó la colonia Independencia Nacional, dependiente del distrito de Mbocayaty del Guairá. Poco después, colonos suizos se radicaron en la zona de San Gervasio, donde dieron nombre al célebre salto Suizo, de gran atractivo turístico para la zona.

## Familia Balmelli
El primer suizo de esta familia fue Carlo Balmelli (hijo de Pietro y Francesca Rabbaglio) originario de la ciudad de Lugano, Cantón del Tesino, fronterizo con Italia, llegó al Paraguay en el año 1884. Se dedicó al comercio de tejidos y otras mercaderías para posteriormente incursionarse en la política, llegando a ser intendente de Asunción provisoriamente en el año 1914, reemplazando a  Eduardo Schaerer. Durante su cargo, se asfaltaron y construyeron calles en la zona céntrica de la ciudad que llevarían el nombre de ciudades italianas y suizas como Milán (Milano) y Lugano. También nacieron los barrios Tacumbú, Barrio Obrero (Asunción), Villa Aurelia (Asunción), San Pablo (Asunción), Nazaret (Asunción), etc. También fue presidente de la Sociedad Suiza de Beneficencia.
Su primogénito fue Carlos Quinto Balmelli, quien fue un prominente abogado, periodista, Juez de Primera Instancia y Director del Banco Central del Paraguay. Fue miembro fundador del Unión Club y miembro importante del Colegio de Abogados del Paraguay. 
La familia Balmelli estuvo vinculada en la política paraguaya siendo afiliados y dirigentes del Partido Liberal Radical Auténtico, participando activamente en los gobiernos liberales (como los de Eligio Ayala y José Patricio Guggiari), como oposición a la dictadura de Alfredo Stroessner y actualmente con Carlos Mateo Balmelli.
También tuvieron una vinculación con la música, como la cantante lírica Clotilde Balmelli quien se presentó ante el presidente brasileño Getúlio Vargas a los tan solo 12 años y ante Juan Domingo Perón en el Teatro Colón de la ciudad de Buenos Aires, Argentina.

## La estirpe Schaerer

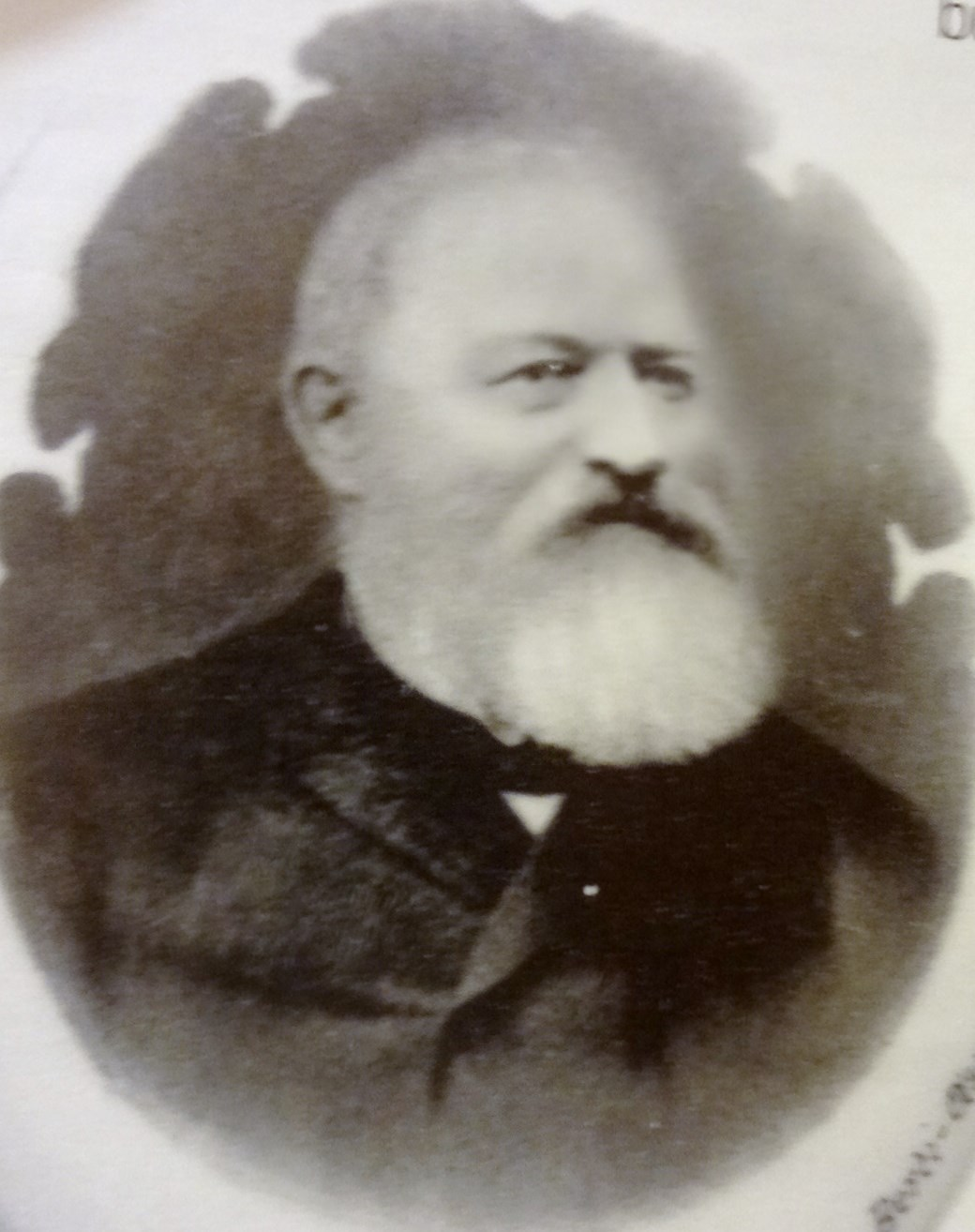
Santiago Schaerer (1834-1895).

Un suizo llegado al país en el siglo XIX fue Santiago Otto Schaerer, quien inició la rama paraguaya de su apellido. 
Había recalado primeramente al Uruguay, donde fundó la colonia Nueva Helvecia; posteriormente, en los años iniciales de la posguerra del 70, vino al Paraguay, estableciéndose en la zona de Caazapá, donde formó familia con doña Isabel Vera y Aragón, de rancia estirpe paraguaya.
Cuando el 1881 se fundó la colonia de San Bernardino, con inmigrantes alemanes, suizos, austriacos y otras nacionalidades de Europa central, don Santiago se desempeñó como primer administrador de dicha población.  
Don Santiago Schaerer nació Vordenwald, distrito de Zofingen, cantón de Argovia, en 1833. Emigró a Sudamérica en 1862, donde realizó diversas actividades: administrador de colonias, capitán de buques fluviales, industrial y comerciante, y fuerte productor de tabaco en el país.Cuando el gobierno del presidente Cándido Bareiro (1878-1880) resolvió fundar la colonia Monte Sociedad, en la zona de Villa Hayes -lugar hoy conocido como ciudad de Benjamín Aceval-, le encargó a don Santiago la administración de esa población. Su exitosa gestión convenció al sucesor de Bareiro, el general Bernardino Caballero a encargarle la administración de la colonia de San Bernardino, fundada en 1881.
Don Santiago Otto Schaerer fue el tronco de la estirpe en el Paraguay; sus descendientes se destacaron en diversas actividades: periodistas, estadistas, militares, hombres de radio, campeonas de tenis, reinas de belleza, etc. 

## El sabio Bertoni
Otro suizo destacado en el Paraguay fue Moisés Santiago Bertoni, naturalista, antropólogo y botánico, nacido en Lottigna, en el Cantón del Tesino (en italiano: Ticino), el 15 de junio de 1857. 

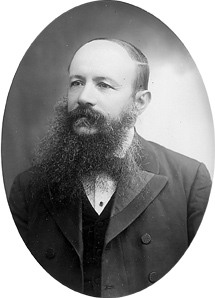
Moisés Bertoni (1857-1929)

Estudiante de Derecho en la Universidad de Ginebra, abandonó esa carrera para dedicarse a las ciencias naturales en la Universidad de Zúrich. En 1884, con su familia, formada con Eugenia Rosetti, emigró a Sudamérica y se instaló en la Argentina, iniciando sus estudios botánicos y antropológicos. Diez años después, diversas circunstancias le obligan abandonar ese país y pasó a radicarse en el Paraguay, estableciendo una colonia en el Alto Paraná, llamada Guillermo Tell.
Convocado por el gobierno paraguayo, en 1896 fundó en Asunción una Escuela de Agricultura. Posteriormente, creó una estación agronómica experimental a orillas del río Paraná. Representó al Paraguay en numerosos congresos científicos internacionales, presentando interesantes trabajos sobre diversos aspectos de las ciencias.
En plena selva, en 1918 instaló una imprenta, en la que publica numerosas obras de gran valor científico sobre temas de agronomía, botánica, antropología, geología, geología, arqueología, medicina, astronomía, etc.
Entre sus obras se destacan:
- Descripción Física y Económica del Paraguay
- Revista de Agronomía, Anales Científicos Paraguayos
- Boletín Meteorológico de la Escuela Nacional de Agricultura
- Plantas usuales del Paraguay, Alto Paraná y Misiones
- Condiciones generales de vida orgánica y división territorial
- La Civilización Guaraní
- Agenda y Mentor Agrícola, etc.[4]

Moisés Bertoni murió en Foz de Yguazú, el 19 de septiembre de 1929. Dejó numerosa descendencia, entre quienes se destacaron científicos y ministros.

## Emilio Hassler
Al igual que Bertoni, otro suizo de importante actuación en el Paraguay fue Emilio Hassler Stamphli, nacido en Aarau, el 2 de julio de 1864. En 1881 se recibió de médico cirujano en la universidad de Suiza y dos años después llegó al Paraguay con el propósito de realizar estudios sobre la naturaleza del país. Aquí conoció a otro importante científico, llegado en esos años al país, el doctor húngaro Juan Daniel Annisit.

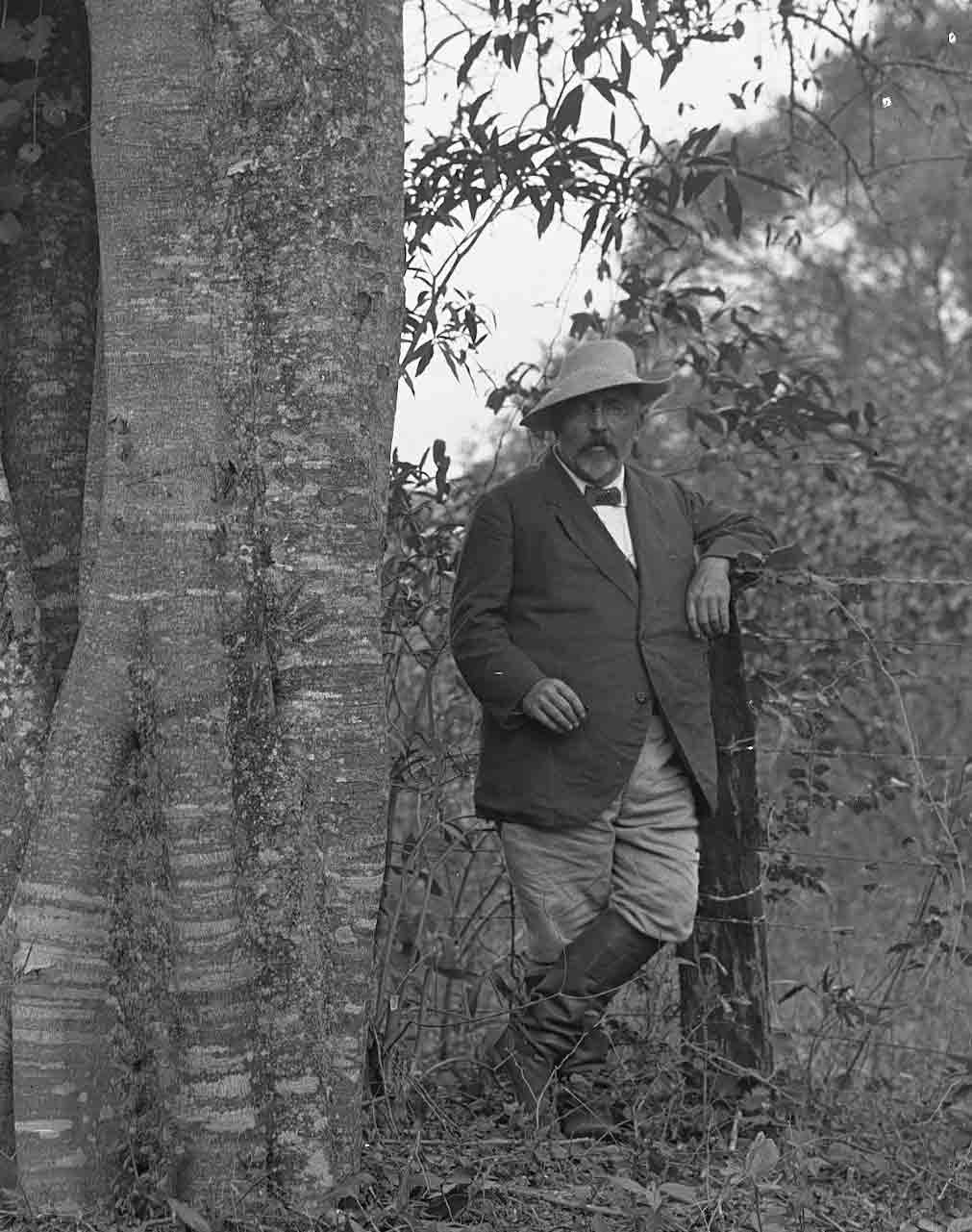
Emilio Hassler (1864-1937)

Largos años de su vida, el doctor Hassler los dedicó a recorrer la geografía paraguaya, estudiando y recolectando especímenes botánicos, llegando a formar una interesante colección natural.  Los resultados de sus investigaciones fueron publicados en numerosas monografías científicas, algunas de las cuales son:  
- Plantae hasslerianae, voluminosa obra en tres tomos
- Resultados botánicos de mis viajes y exploraciones en el Paraguay
- Enumeración preliminar de las plantas usuales del Paraguay
- Una nueva especie de Copaifera del Paraguay
- Bosques del Paraguay
- La vegetación paraguaya y sus límites, entre muchas otras.[4]

Además de su labor científica, el doctor Hassler fue un importante promotor cultural; en este sentido, le cupo ser cofundador, el 9 de enero de 1921, juntamente con los doctores Andrés Barbero y Guillermo Tell Bertoni, entre otros, de la Sociedad Científica del Paraguay. En 1927 fue designado miembro de la Academia Nacional de Medicina de Buenos Aires.
Durante la Guerra del Chaco, el doctor Hassler no estuvo ajeno al drama que vivió el país a lo largo de tres años de guerra: de su propio peculio, mantuvo en la ciudad de San Bernardino un hospital donde convalecieron centenares de combatientes. Fue además, presidente de la comisión local de la Cruz Roja.
En mérito a su larga carrera científica y humanitaria, la Universidad Nacional de Asunción le otorgó el doctorado Honoris Causa. El doctor Hassler fue el destinatario de la primera distinción que otorgaba la mencionada casa de altos estudios.
Luego de permanecer en el país por más de medio siglo, el doctor Emilio Hassler murió en San Bernardino, el 5 de noviembre de 1937. Su obra fue seguida por su discípulo, don Teodoro Rojas.

## Personas destacadas
- Carlos Mateo Balmelli: abogado, político y ex parlamentario.

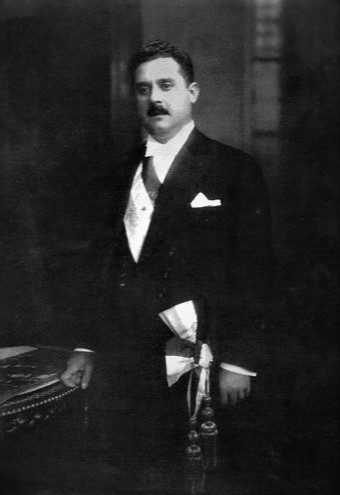
José Patricio Guggiari, Presidente de la Republica del Paraguay

- José Patricio Guggiari, Presidente de la Republica del ParaguayCarlos Quinto Balmelli: abogado, periodista, presidente del Banco Central del Paraguay y dirigente de los "tiempistas".
- Clotilde Balmelli: cantante lírica.
- Carlos Benítez Balmelli: abogado
- Werner Gerber: Productor de queso.
- Marta Geymayr: destacada pianista.
- Brunhilde Guggiari: artista plástica.
- Hermann Guggiari: escultor.
- Javier Guggiari: escultor.
- José Patricio Guggiari, político y presidente del Paraguay entre 1928 y 1932.
- Pedro Bruno Guggiari: intendente de Asunción. (1928-1932)
- Sebastián Guggiari: arquitecto y escultor.
- Emilio Hassler: botánico.
- Claude Hurard: hotelero y expresidente de varios clubes de Rotary y Kiwanis. Tesorero de la Cámara Paraguaya Suiza.
- Alfredo Jaeggli: empresario y parlamentario.
- Mary Llorens: empresaria ganadera e industrial.
- Lilí del Mónico: artista plástica
- Carlos Ravaglio: ex intendente de Asunción.
- Ana Victoria Schaerer: Miss Paraguay 1989.
- Celia Noemi Schaerer: Miss Paraguay 1980.
- Eduardo Schaerer: presidente de la República (1912-1916).
- Larissa Schaerer: extenista.
- Mario Schaerer Prono: activista de los DDHH.
- Paul Henry Hurard Presidente de la sociedad Suiza de Asunción.